# جک فارذینگ
جک فارذینگ (انگلیسی: Jack Farthing) بازیگر اهل بریتانیا است.

## گزیده فیلم‌شناسی
از فیلم‌ها یا برنامه‌های تلویزیونی که وی در آن نقش داشته است، می‌توان به پولدارک و باشگاه شورش اشاره کرد.